# Stephen Lambert
Stephen Lambert, né le 21 décembre 1979 à Mackay (Queensland), est un joueur australien de hockey sur gazon.

## Palmarès
- Médaille de bronze aux Jeux olympiques de Pékin en 2008[1]